# Bródy András (politikus)
Bródy András (csehül: Andrej Bródy, ruszinul, cirill betűkkel: Андрей Броды, ukránul:  Андрій Бродій; Beregkövesd, 1895. július 2. – Ungvár, 1946. június 11. vagy december 7.) ruszin politikus, 1938. október 11–26. között Ruszinföld (Podkarpatská Rus) első miniszterelnöke volt.

## Élete
Középiskoláit Ungváron végezte, majd Nagybocskóban lett tanító. Az első világháborúban besorozták, a 12. honvéd gyalogezred kötelékében harcolt a fronton, hadnagyi rendfokozattal szerelt le. A fronton tanúsított bátor viselkedése miatt több kitüntetést is kapott.
A háború után Budapesten elvégezte a jogot, ekkortól elkezdett újságírással is foglalkozni. Később Munkácsra költözve a Kárpáti Futár című magyar nyelvű politikai napilap szerkesztője lett. 1924-től a Ruszkij Visztnik  (Русскій BЂстникъ) című ruszin hetilapot, az Autonóm Földműves Szövetség lapját kezdte el szerkeszteni. Ivan Kurtyak elnöksége alatt a párt főtitkára lett. 1933-ban a prágai nemzetgyűlés képviselője lett. Mandátuma idején harcot indított Kárpátalja függetlenségének kivívásáért, támogatta a Németországgal, Lengyelországgal és Magyarországgal való viszony rendezését.
1938-ban a müncheni egyezmény után megválasztották Kárpátalja első miniszterelnökévé. A terület ekkor még autonóm tartományként működött Csehszlovákián belül, a Sirovy-kormányban pedig kinevezték a ruszin-ügyek miniszterévé. Részt vett a Komáromi tárgyalásokon, majd miután ez megfeneklett, támogatta a magyar–szlovák viszony népszavazás útján történő rendezését. Ezért még aznap letartóztatták és Pankrácon tartották fogva, amíg a nemzetközi nyomás hatására 1939. február 11-én kénytelenek voltak szabadlábra helyezni. Márciusban hazatért az ekkor már újra magyar fennhatóság alatt álló Ungvárra és képviselő lett a magyar országgyűlésben.
A háború után, 1945. november 25-én a szovjet NKVD letartóztatta, majd az Ungváron működő népbíróság 1946 májusában „kollaboráció” (a Horthy-rendszerrel való együttműködés) vádjával halálra ítélte és két egykori miniszterével, Demkó Mihállyal (Mihai Demkó) és Fenczik Istvánnal (Sztepan Fenczik) együtt 1946. június 11-én, egyes források szerint december 7-én kivégezték.